# 1. Sinfonie (Mahler)
Die 1. Sinfonie in D-Dur ist eine Sinfonie von Gustav Mahler. Dieser gab dem Werk zeitweilig den Beinamen Titan, zog den Titel aber später wieder zurück.

## Entstehung

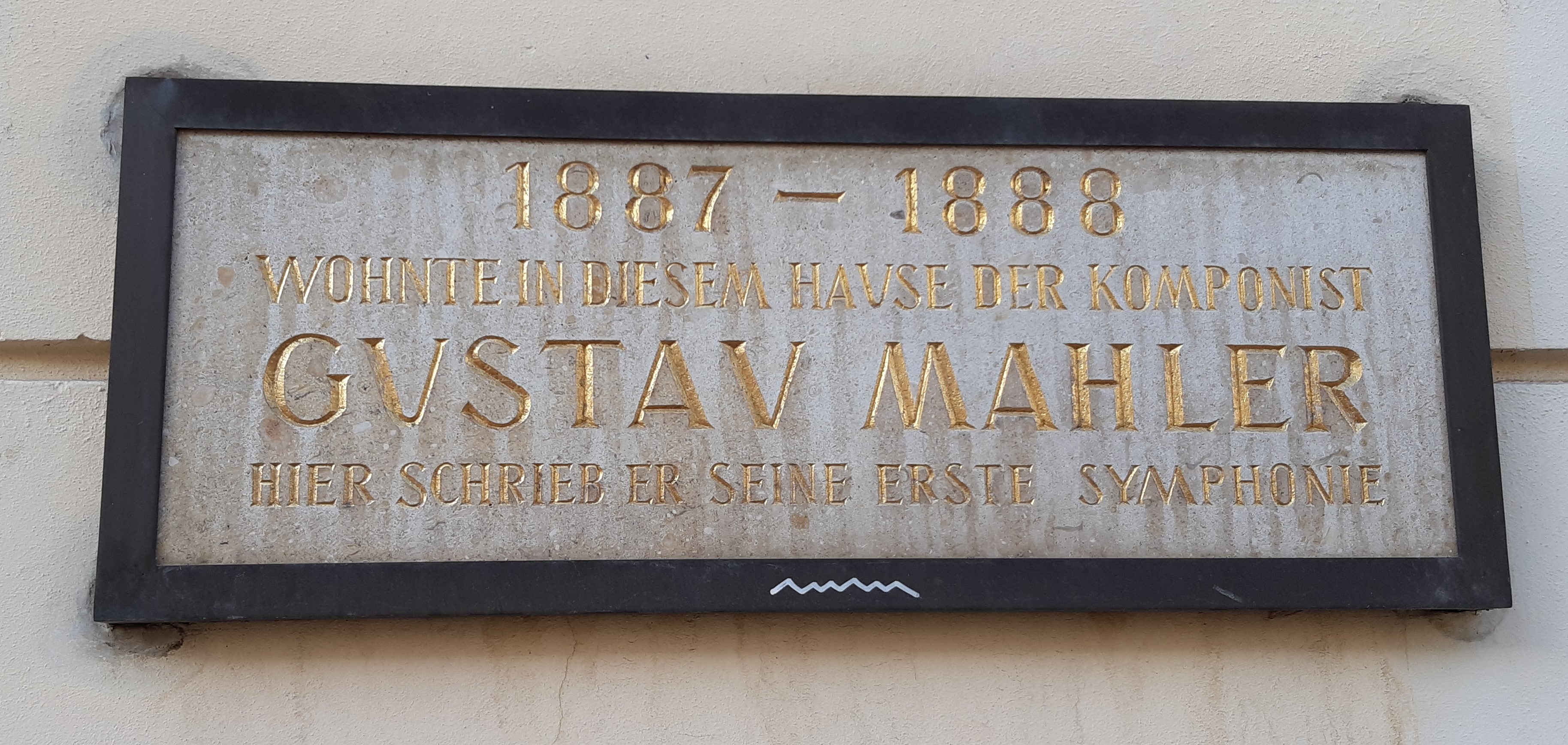
Gedenktafel am Wohnhaus Mahlers im Leipziger Waldstraßenviertel (2022)

Die Sinfonie entstand in der Zeit von Januar bis März 1888 in Leipzig. Die Vorarbeiten reichen jedoch bis in das Jahr 1884 zurück. Mahler hat die Anregung zu der Sinfonie seinem ersten Liederzyklus, den Liedern eines fahrenden Gesellen von 1885, entnommen.
Mahler war sich zunächst unschlüssig, ob er das Werk als sinfonische Dichtung oder als Sinfonie konzipieren sollte. Die ursprünglich vorgesehene Großgliederung der Sätze in zwei Teile fiel im Lauf der Zeit ebenso weg wie ein ursprünglich an zweiter Stelle stehender zusätzlicher Satz. Dieser wird unter der Bezeichnung Blumine gelegentlich noch aufgeführt. Bei den ersten Aufführungen versuchte Mahler auch, dem Publikum den Zugang zu dem Werk durch Werk- und Satztitel zu erleichtern. Der zeitweise beigegebene Titel Titan bezieht sich auf den gleichnamigen Roman Jean Pauls. Mahler zog diesen programmatischen Namen jedoch später zurück. Der Trauermarsch trug kurzfristig den Beinamen Ein Totenmarsch in Callots Manier, was eine Anspielung auf E. T. A. Hoffmanns Fantasiestücke in Callots Manier darstellte. Allerdings kannte Mahler dieses Werk zur Entstehungszeit der Sinfonie noch gar nicht, so dass der ebenfalls zurückgezogene Titel wohl auf den Vorschlag seines Freundes Ferdinand Pfohl zurückgeht.
1889 führte Mahler das Werk in Budapest als Sinfonische Dichtung in zwei Teilen auf. Zur Hamburger Aufführung 1893 verfasste Mahler sogar ein vollständig ausgearbeitetes Programm, auf dessen Beigabe er später verzichtete, „weil ich es erlebt habe, auf welch falsche Wege hiedurch das Publikum geriet“. Erst mit der Drucklegung im Jahr 1899 erhielt die Sinfonie ihre bis heute bekannte viersätzige Form.

## Zur Musik

### Orchesterbesetzung
4 Flöten (3. und 4. auch Piccoloflöte), 4 Oboen (3. auch Englischhorn), 4 Klarinetten (3. auch Bassklarinette und Es-Klarinette, 4. Es-Klarinette und B-Klarinette (im vierten Satz verdoppelt)), 3 Fagotte (3. auch Kontrafagott), 7 Hörner, 5 Trompeten (1. im vierten Satz verdoppelt), 4 Posaunen, 1 Basstuba, Pauken (zwei Spieler), Perkussion (Triangel, Becken, Tamtam, große Trommel), Harfe, I. Violine, II. Violine, Bratsche, Violoncello, Kontrabass

### 1. Satz: Langsam. Schleppend. Wie ein Naturlaut – Im Anfang sehr gemächlich
Der erste Satz hat die Form eines stark variierten Sonatenhauptsatzes. In der mit über 60 Takten groß angelegten Einleitung entsteht äußerst verhalten und behutsam das musikalische Geschehen. Ein Orgelpunkt auf A in sieben Oktaven bildet die Grundlage, auf der verschiedene „Naturlaute“ als fragmenthafte Motivfetzen auftauchen. So beispielsweise die markante abfallende Quarte, die als Urmotiv für das gesamte Werk fungiert.
Nach dieser ausgedehnten, langsamen Einleitung setzt ebenfalls verhalten die Exposition ein, die nur ein einziges Thema entfaltet, das Mahler seinem Lied Ging heut morgen übers Feld dem Zyklus der Lieder eines fahrenden Gesellen entlehnt hat. Der unbeschwerte Gesang durchwandert piano verschiedene Orchesterstimmen. In abgewandelter Form tritt dieses Thema im Finalsatz wieder auf. Die sich anschließende Durchführung verarbeitet eher Motive der Einleitung als der Exposition. Der Kontrast zwischen langsamer Einleitung und bewegtem Hauptthema steht hierbei im Mittelpunkt. Zum Ende der Durchführung treten die fragmenthaften Naturlaute der Einleitung erneut auf und leiten damit eine verkürzte Reprise ein. Gegen Ende des Satzes deutet sich immer deutlicher das Hauptthema des Finalsatzes an, wird jedoch noch nicht ausformuliert. Stattdessen setzt eine jubelnde Coda ein, welche sich aus einem Motiv der Einleitung herleitet.

### 2. Satz: Kräftig bewegt, doch nicht zu schnell
Den zweiten Satz bildet ein derber Ländler, welcher Elemente österreichischer Volksmusik aufgreift. Der Satz ist klar strukturiert und gibt sich eher konventionell. Er beginnt mit dem Urmotiv der fallenden Quarte in der Begleitung der tiefen Streicher. Das Ländlerthema nimmt hingegen Elemente des Hauptthemas aus dem ersten Satz auf. Das Trio bietet im Kontrast zum Ländler lyrisches Material. Es beginnt mit einem Hornmotiv, woraufhin sich eine schwärmerische Ländlermelodie in den Streichern entwickelt. Diese wird im zweiten Teil des Trios von einem kantablen Walzer der Celli abgelöst. Gegen Ende dieses Trios findet sich thematisches Material aus dem ersten Satz. Der Satz schließt mit einer Wiederholung des Ländlers, in knapperer Form und etwas größerer Orchestrierung.

### 3. Satz: Feierlich und gemessen, ohne zu schleppen

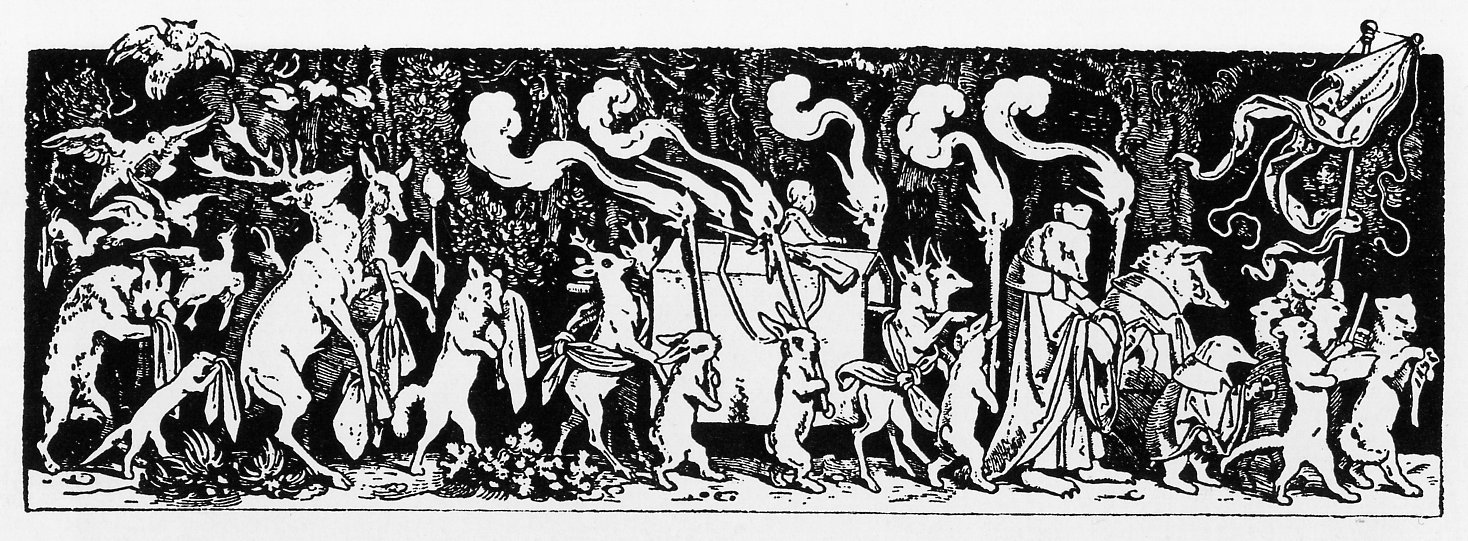
Moritz von Schwind: Wie die Tiere den Jäger begraben. Der Holzschnitt lieferte Mahler vermutlich eine der Anregungen zur Komposition des 3. Satzes

Der dritte Satz in d-Moll beginnt mit einer zum Trauermarsch verfremdeten Bearbeitung des Volkslied-Kanons „Frère Jacques“. Mahler nimmt hier die in Teilen Österreichs gesungene Mollvariante des Kanons auf. Das musikalische Geschehen steigert sich von Beginn des Satzes an langsam und wirkt wie ein heranziehender Trauerzug. Der Charakter des Trauermarschs mutet jedoch grotesk und ironisch an. Die Melodie wirkt leer und hart. Ein unvermittelt auftauchender Stimmungswechsel wird durch von Mahler verwendete klezmerartige Motive aus der jüdischen Musikwelt im ersten Trio herbeigeführt. In diesem Satz stehen immer wieder starke Gegensätze nebeneinander, wie es für Mahlers Kompositionsstil typisch ist. Der lyrische Mittelteil in Form des zweiten Trios zitiert die „Lindenbaum“-Passage aus Mahlers eigenem Lied Die zwei blauen Augen von meinem Schatz aus den Liedern eines fahrenden Gesellen. Der Traum bleibt nur eine kurze Episode, und mit einer abrupten Rückung nach es-Moll kehrt der Trauermarsch zurück. Dieser verklingt schließlich im unheimlich wirkenden Pizzicato der Bässe in pianissimo.

### 4. Satz: Stürmisch bewegt
Auch dem Finalsatz liegt eine stark variierte Sonatenhauptsatzform zu Grunde. Während im Kopfsatz das „Hinausgehen“ in die Natur und im weitesten Sinne das Werden der Musik thematisiert wird, beschreibt der Finalsatz eher das Gegenteil. Erst nach mehreren Durchbrüchen erfolgt die Apotheose der Sinfonie. Die Motive klingen zunächst gehetzt und aggressiv, immer wieder türmt sich die Musik auf und wirkt nahezu chaotisch. Der Satz beginnt mit einem wild herausfahrenden Motiv des ganzen Orchesters in höchster Hektik und Dynamik. Hieraus entwickelt sich das Haupt-, das Heldenthema in f-Moll, welches bereits im ersten Satz angedeutet wurde. Erst nach einiger Zeit beruhigt sich das Geschehen, und ein lyrisches und höchst inniges, entfernt an Bruckner erinnerndes zweites Thema in Des-Dur etabliert sich. Die Durchführung beginnt mit der Wiederkehr des Hauptthemas, welches mittels hektischen und fragmenthaften Motiven bearbeitet wird. Erstmals erklingt nun das Hauptthema, noch äußerst verhalten in pianissimo nach Dur gewendet. Eine Steigerungswelle setzt ein, um das Thema jubelnd in C-Dur auszusingen. Hierbei taucht auch die choralartige Erweiterung des Themas erstmals vollständig auf. Die Reprise beginnt mit dem lyrischen zweiten Thema in veränderter Form. Anschließend erklingt das Hauptthema in seiner Moll-Gestalt. Dies geschieht als Vorbereitung für die abschließende Apotheose in Form einer großen Steigerungswelle. Der befreiende letzte Durchbruch nach D-Dur wird in einem langen Prozess mühevoll errungen. Dies geschieht unter größter Spannung des ganzen Orchesters. Mit dem feierlichen Erklingen des Chorals in den Blechbläsern in D-Dur ist die Apotheose endgültig herbeigeführt. In den meisten sinfonischen Aufführungen spielen hierbei die Hornisten das Schlussthema stehend, um das ohnehin spätromantisch-groß besetzte Sinfonieorchester noch zu übertönen. Der hymnenartig jubelnde Tuttigesang beendet die Sinfonie.

## Wirkung
Die erste Aufführung der 1. Sinfonie fand am 20. November 1889 unter der Leitung des Komponisten als Sinfonische Dichtung in Budapest statt. Mahler war zu dieser Zeit dort als Direktor der Königlich-Ungarischen Oper tätig. Die Aufführung stieß auf äußerst geteilte Meinungen, welche von Begeisterung bis zu Entrüstung und Häme reichten. Der Schriftsteller Karl Kraus berichtete von einer Aufspaltung der Zuhörer in „Mahlerfreunde und Mahlerhasser“, die „sich eine heftige Schlacht“ lieferten. Hämische Lacher der Mahler-Gegner mussten von den Mahlerfreunden zur Ruhe gebracht werden. „Im Lärm des Parteikampfes war von den komischen Orchesterklängen nichts mehr zu hören“. Das Neue Pester Journal bescheinigte Mahler, wie seine berühmten Dirigenten-Kollegen „kein Symphoniker“ zu sein. Die ungarische Musikzeitschrift Pesti Hírlap feierte die ersten drei Sätze und kritisierte nur das Finale der Sinfonie.
Die eigentliche Uraufführung des Werkes in der endgültigen Form als reine Sinfonie fand am 16. März 1896 in Berlin statt. Der bedeutende Musikkritiker Eduard Hanslick, welcher bereits regelmäßig die Sinfonien Anton Bruckners verrissen hatte, formulierte seine Kritik ausgehend vom „Schreckensfinale“. Er postulierte, dass die „neue Symphonie zu jener Gattung Musik gehört, die für mich keine ist“. Hanslick wünschte sich, die Absichten Mahlers für das ihm rätselhafte Vorgehen besser erkennen zu können, bezeugte aber auch den enthusiastischen Applaus der vornehmlich jungen Zuhörer. Die Aufregung um die fremdartig klingende neue Sinfonie ist aus heutiger Perspektive kaum noch nachvollziehbar, da die 1. Sinfonie im Rahmen der Mahlerschen Sinfonien zu den klassisch-romantischsten Werken gehört. Sie wird heute gerne und häufig gespielt und gilt als Vorläufer der noch bedeutenderen, späteren Sinfonien Mahlers.

## Stellenwert
Die 1. Sinfonie enthält bereits viele typische Elemente der Mahlerschen Musiksprache. Die Verwendung volkstümlicher Melodien, die ironische Verfremdung, die collagenartige Schichtung von Motiven und die teilweise schroffe Verarbeitung der Themen werden hier bereits angedeutet. Auch die grotesk anmutende derbe Rhythmik des Scherzos kehrt in den folgenden Werken immer ausgeprägter wieder. Das Nebeneinander von scheinbar Unpassendem, wie Mahler es im dritten Satz konzipiert, wird später in der 3. und 4. Sinfonie zur Regel. Die Konzeption des Finalsatzes, welche mit mehreren Durchbrüchen zur Apotheose führt, wendet Mahler in vielen späteren Sinfonien ebenfalls an. In der 6. Sinfonie wird es sogar ein Zusammenbruch sein. In keiner dieser Sinfonien kommt es jedoch in einer vergleichbaren Klarheit zur Schlussapotheose. Dennoch etabliert Mahler bereits in seinem Erstlingswerk ein Modell, welches für sein weiteres Schaffen verbindlich wird: Die Konzeption des Werkes auf ein erlösendes Finale hin. „Alle Sinfonien Mahlers sind Finalsinfonien“ bemerkte Paul Bekker bereits 1921. Dieses Erstlingswerk steht dem klassisch-romantischen Typus der Sinfonie in der Traditionslinie Beethoven – Brahms/Bruckner trotzdem noch recht nahe. Dies lässt sich beispielsweise an der klassischen Viersätzigkeit und der für Mahlers Verhältnisse moderaten Orchesterbesetzung fest machen. Nur in der 4. und 9. Sinfonie wird die Besetzung kleiner sein. In diesen Sinfonien verbindet sich dieser Schritt mit einer radikalen Vereinfachung, um musikalische Konventionen hinter sich zu lassen. In der 1. Sinfonie klingt jedoch noch das spätromantische Pathos an, von welchem Mahler sich erst in der 4. Sinfonie endgültig löst. Auch klanglich bereitet dieses Erstlingswerk Mahlers allenfalls neue Wege vor, jedoch noch ohne sie selbst zu beschreiten. Die für Mahler später charakteristische Erweiterung der Chromatik und Tonalität bis an ihre Grenzen, wie sie spätestens von der 5. Sinfonie an immer konsequenter betrieben wird, findet hier noch kaum statt. Dennoch klingt das Werk durchaus schon spätromantisch progressiv.

## Audiodateien
- Computer-generierte Aufnahmen des Virtual Philharmonic Orchestra (Reinhold Behringer), erstellt mittels digitaler Instrumental-Samples.

- Frühling und kein Ende – Erster Satz der 1. Sinfonie von Gustav Mahler.
- Mit vollen Segeln – Zweiter Satz der 1. Sinfonie von Gustav Mahler.
- Gestrandet – Des Jägers Leichenbegängnis – Dritter Satz der 1. Sinfonie von Gustav Mahler.
- Dall'Inferno al Paradiso – Vierter Satz der 1. Sinfonie von Gustav Mahler.
- Blumine – Ursprünglicher zweiter Satz der 1. Sinfonie von Gustav Mahler – hier mit live Trompetenspiel (Julius Eiweck).